# The Webb Sisters
The Webb Sisters son un dúo musical folk formado por las hermanas Charley y Hattie nacidas en Kent, Inglaterra. Fueron coristas de Leonard Cohen y Tom Petty.

## Biografía e historia
Charley Webb y Hattie Webb nacieron en Kent, Reino Unido, hijas de un padre fabricante de tambores y una madre entrenadora de tenis. Tienen dos hermanos, Brad Webb y Rocco Rands-Webb, que son bateristas. Según Charley, la música a menudo sonaba en toda la casa. Aunque Charley se interesó brevemente por ser conductora de ambulancias, las hermanas se decidieron muy jóvenes por una carrera en el mundo de la música. Hattie toca el arpa y la mandolina, y Charley la guitarra, el clarinete y el piano.

## Colaboración con Leonard Cohen
En abril de 2008, se anunció que The Webb Sisters habían sido elegidas para unirse a Leonard Cohen en su primera gira en 15 años. La gira mundial comenzó en Fredericton, Nuevo Brunswick, Canadá, en mayo de 2008 y concluyó en The Colosseum at Caesars Palace en Las Vegas, Nevada, EE. UU., en diciembre de 2010. Celebraron 246 conciertos. Leonard Cohen Live in London se grabó en julio de 2008 en el O2 Arena de Londres y se publicó el 31 de marzo de 2009. Charley y Hattie interpretaron la canción "If It Be Your Will".

## Colaboración con Tom Petty
En 2017, The Webb Sisters formaron parte de Tom Petty and The Heartbreakers como coristas en el 40 aniversario de la gira mundial de la banda.

## Discografía

### Álbumes
- Piece of Mind (2000)
- Daylight Crossing (2006)
- Savages (2011)[5]

### Sencillos
- "I Still Hear It" (2006) – "I Still Hear It", "Dead Old Leaves", "Do it All Over Again"
- "Still the Only One" (2006) – "Still the Only One", "My Way to You", "Last Night"

### Contribuciones
- "Heroes & Thieves" (2007) – Vanessa Carlton
- Born to the Breed: A Tribute to Judy Collins (2008) – "Fortune of Soldiers"
- "White Man's Curse" (2009) – Paul Chesne
- "If on a Winter's Night..." (2009) – Sting
- "Leonard Cohen Live in London" DVD (2009) – Leonard Cohen
- "People in the Hole" (2010) – Catherine Feeny
- "Songs From The Road" (September 2010) – Leonard Cohen
- "God Only Knows" (2011) – Natalie Maines, producido por Rick Rubin
- "June in Siberia" (2011) – Mark Berube y the Patriotic Few[6]
- "Esplendido Corazón" (2012) – Kevin Doherty (del disco 'Seeing Things')
- "Life" (2012) – The Avett Brothers (del disco 'The Carpenter')
- "Love Has Come For You" (2013) – Steve Martin and Edie Brickell[7]
- "Live in Dublin" (2014) – Leonard Cohen
- "Luck and Strange" (2024) – David Gilmour